# Formula TV
FormulaTV  es un portal de internet dedicado al mundo de la televisión lanzado en 2004. Se trata del portal temático televisivo pionero y más visitado en España.
El portal publica de forma diaria información multimedia para los amantes y profesionales de la televisión como noticias, audiencias o programación, entre otros. Una de las funciones destacadas es la posibilidad de consultar la audiencia de los programas al día siguiente.

## Estructura
El portal se divide en varias secciones, como pueden ser noticias, series de televisión, programación, blogs, foros. Además existe la posibilidad de consultar las audiencias de las series y programas de televisión al día siguiente de su emisión. Puede verse por mes, por día, por programa, e incluso todas las de los días del mes actual.
También tiene secciones especiales como pueden ser de programas, series, realities, etc. en el que se incluye fotos y vídeos, noticias, o guía de episodios. El registro es opcional y es necesario para poder opinar en las noticias, crear un blog personal en el portal o, entre otras cosas, puntuar series o programas de la página.